# Serpentara
Serpentara è la zona urbanistica 4E del Municipio Roma III di Roma Capitale. Si estende sulla zona Z. II Castel Giubileo.
Intorno a Serpentara si trovano Fidene, la Bufalotta, Talenti, Monte Sacro.

## Geografia fisica

### Territorio
Si trova nel quadrante nord della città, internamente e a ridosso del Grande Raccordo Anulare.
La zona urbanistica confina:
- a nord con le zone urbanistiche 4M Settebagni e 4N Bufalotta
- a est con la zona urbanistica 4F Casal Boccone
- a sud con la zona urbanistica 4B Val Melaina
- a ovest con le zone urbanistiche 4L Aeroporto dell'Urbe e 4D Fidene

## Storia

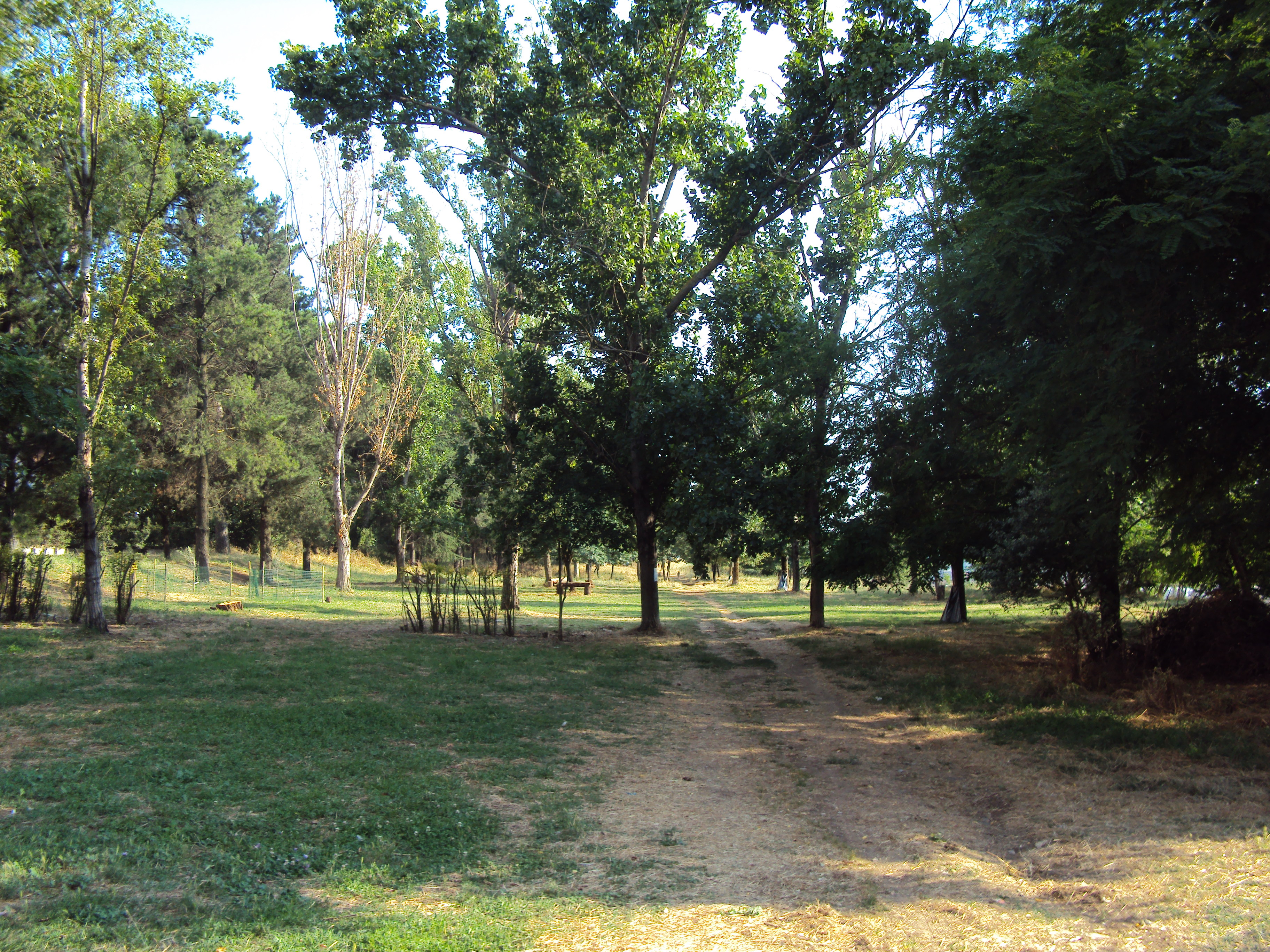
Il Parco della Torricella

La zona ha avuto uno sviluppo esponenziale dalla fine degli anni settanta, quando sono comparsi i primi palazzi.
La presenza di reperti dell'antica Fidenae giustificano la presenza di vincoli archeologici a protezione della zona, ma nonostante questi vincoli, il 25 luglio 2007 è stato inaugurato, proprio in mezzo al Parco delle Sabine, un nuovo complesso residenziale, con annesso centro commerciale, denominato "Porta di Roma".
Durante gli scavi per le fondamenta del centro commerciale sono stati ritrovati diversi reperti, tra cui tre mosaici che abbellivano una domus patrizia, ora esposti all'interno del centro stesso.
Altro parco che caratterizza la zona è  il parco di Largo Labia, con all' interno percorsi naturalistici e aree giochi attrezzate, in estate sede di eventi.
Simbolo del quartiere sono le celebri torri che ne caratterizzano lo skyline, circondate da un imponente semicerchio ed un'ampia area verde popolata da podisti e famiglie.

## Monumenti e luoghi d'interesse

### Siti archeologici
- Ipogeo della Torricella, su via della Serpentara. Manufatto per la captazione idraulica del I secolo a.C./I secolo. 41.957621°N 12.511233°E
- Villa della Tenuta Serpentara (sito 1), su via dei Colli della Serpentara. Villa del I secolo a.C.[1]
- Villa della Tenuta Serpentara (sito 2), su via dei Colli della Serpentara. Villa del I secolo a.C.[2]
- Villa di via Cesco Baseggio, su viale Cesco Baseggio. Villa del I secolo a.C.[3]

### Aree naturali

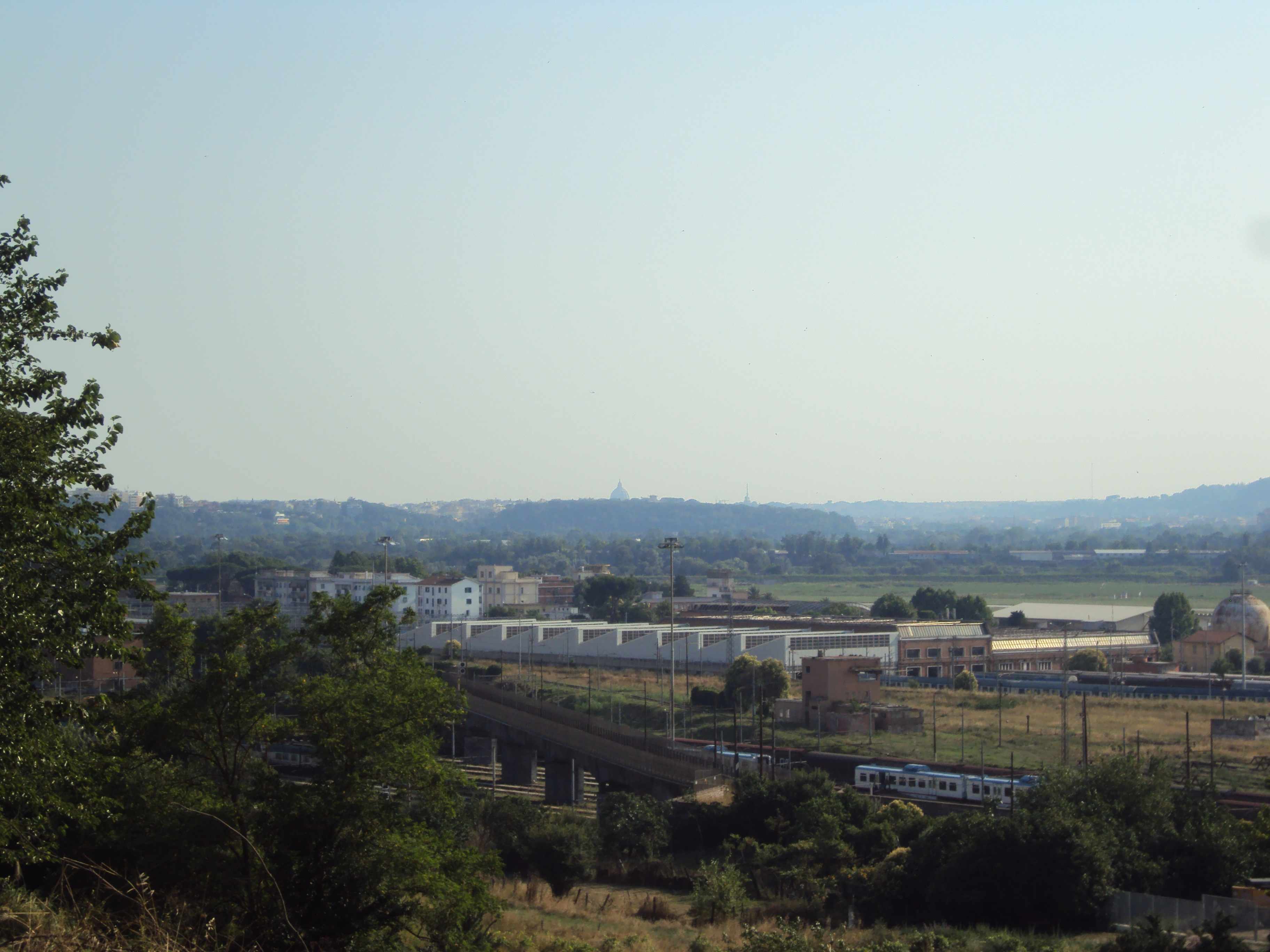
La cupola di San Pietro vista dal parco della Torricella

- Parco delle Betulle, da viale Lina Cavalieri. 41.967642°N 12.511784°E
- Parco della Torricella, da via della Serpentara. 41.958869°N 12.511946°E

## Odonimia
Le strade di zona sono dedicate, prevalentemente, ad artisti del mondo dello spettacolo italiano.

## Infrastrutture e trasporti
|  | È raggiungibile dalla stazione di Nuovo Salario. |

## Sport

### Pallacanestro
- SS Lazio Basket che nella stagione 2021/22 milita nel campionato di Serie C Gold e disputa i suoi incontri casalinghi al Palareny di Serpentara.
- Scuola Basket Roma che, nel campionato 2019-2020, milita nel campionato maschile di Serie C Silver.[4]